# 375005 Newsome
375005 Newsome è un asteroide della fascia principale. Scoperto nel 2007, presenta un'orbita caratterizzata da un semiasse maggiore pari a 1,9075949 UA e da un'eccentricità di 0,0753131, inclinata di 23,24708° rispetto all'eclittica.
L'asteroide è dedicato a Deb Newsome, astronoma amatoriale e missionaria in Gambia.